# Константинов, Фёдор Константинович
Фёдор Константинович Константинов — 05 февраля 1882 г.(по старому стилю) 18 февраля 1882, Москва, Российская империя — 26 декабря 1964, Москва, СССР) — русский и советский художник-авангардист и педагог.

## Биография
Федор Константинович Константинов родился в Москве 05 февраля (по старому стилю) 1882 года в семье Константина Михайловича и Александры Павловны Константиновых.
С 1900 по 1904 год учился в Императорском Строгановском Центральном художественно-промышленном училище, в мастерской у Михаила Врубеля и Константина Коровина. Среди других выпускников «Строгановки» принимал участие в выставках МОЛХ, «Золотое Руно», «Мир Искусства» и т. д., совмещая искусство с преподаванием в гимназии.
В 1911 году Константинов обосновался в Париже в знаменитом «Улье» — лабиринте артистических ателье, многие обитатели которых представляли, так называемую, Русскую Академию, в деятельности которой он и сам принимал участие. Одним из успешных лекторов Академии был А. В. Луначарский, сыгравший в дальнейшей судьбе Константинова решающую роль.
В период до 1914 года Константинов, наряду с коллегами по цеху — Казимиром Малевичем, Михаилом Матюшиным, Давидом и Владимиром Бурлюками — выставляет свои полотна в Париже («Осенний салон» и «Салоне независимых художников») и Москве («Московский салон» 1911 года и «Мир искусства» 1916 года). Накануне Первой мировой войны Константинов женится на студентке парижской консерватории и становится молодым отцом. Однако вскоре начавшаяся война драматически изменила планы многих русских, живших во Франции. Некоторые друзья художника записались в Иностранный легион, Константинов же принял решение вернуться в Россию.
Влившись в революционное культурное движение новой России, художник преподаёт на курсах переподготовки преподавателей изобразительного искусства, руководит одной из мастерских живописи ВХУТЕМАСа (Строгановка). В 1918 году нарком просвещения А. В. Луначарский направляет Константинова в Сараторв поднимать культурную целину в регионы.
В 1918—1919 годах Константинов — один из создателей саратовских «Окон РОСТА» — специфической формы массового агитационного искусства. Так художник становится зачинателем новейшего направления в «саратовской школе живописи». Здесь же он возглавляет декоративно-художественную мастерскую в составе Свободных художественных мастерских (СВОМАС), заведовал декоративной секцией коллегии ИЗО, был старшим мастером-руководителем мастерской. Принято считать, что с этого периода Константинов признан авторитетным и последовательным авангардистом, приход которого в любую ученическую мастерскую знаменовал собой коренной поворот в обучении.
В 1919 году мобилизован в Красную армию и командирован на Кавказский фронт, где, в частности, по словам скульптора Товасиева, отметился тем, что расписал одну из скал Дарьяльского ущелья. В 1920-х годах Константинов работает в Ростове-на-Дону, Баку и Тифлисе в качестве театрального художника-постановщика. К концу 1920-х Константинов возвращается в Москву, получает звание профессора, служит в доме Поленова, преподаёт в ВУЗах Москвы: Московский заочный институт инженеров-строителей (1932—1934), МТИ (1934—1937), ВГИК (1935—1944, профессор кафедры живописи и рисунка), МВХПУ (1945—1946). Энергичный и деятельный художник продолжает много экспериментировать: пишет пейзажи и исторические композиции, создаёт монументально-декоративные панно. Его часто называют «новатором в кубе».
Константинов вошёл в историю советского изобразительного искусства и как наставник-покровитель молодых талантов.
Работы Константинова представлены в Третьяковской галерее (пять работ: «Романтический пейзаж», х.,м 78х98; «Пейзаж с рекой», 1930-е годы, х.,м, 61х84,5; «Букет в синем кувшине», 1934 г., х,.м. 80х59,5; «Большие деревья», х.,м. 100х80; «Последний автопортрет».х,.м., 75х55), в парижском Musée du Montparnasse (четыре работы), в музее им. Савицкого в Нукусе (Узбекистан), в Курской государственной картинной галереи имени А. А. Дейнеки, частных коллекциях.
Супруга — Лидия Алексеевна Балакирщикова (1890—1922). Сыновья — Игорь и Алексей. Внучка — Лидия Константинова.внучка - Нина Алексеевна (1960г.р.)

## Работы художника
1. «Зима», 1904
2. «Сирень», 1904
3. «Церковь нечаянной радости в Кремле», 1906
4. «За книгой бабушка Анна Васильевна», 1906
5. «Женский монастырь в Ростове», 1906
6. «На выставке», 1907
7. «Васильсурск», акварель, 1907
8. «Песнь Пана», 1910, холст, масло (панно)
9. «Женский портрет», 1910-е годы, бумага, масло; 22,5х14,3
10. «Кентавр», 1910-е годы, бумага, цветные карандаши; 22х25
11. «Набросок», 1910-е годы, бумага, цветной карандаш; 31х22
12. «Сова», 1911, бумага, акварель; 12х14. Подпись в правом нижнем углу. (двусторонняя)
13. «Портрет артистки МХТ Н. С. Бутовой» (Музей МХАТ)
14. «Сова на ели», 1910-е годы, бумага, акварель; 12х14
15. «Сова. Эскиз», 1911, бумага, акварель; 16,5х25,5. Подпись в правом верхнем углу.
16. «Античный сюжет», 1912, бумага, гуашь, акварель; 28х53. Подпись в левом нижнем углу.
17. «Адам и Ева», 1912, бумага, гуашь; 21х52. Подпись в правом верхнем углу.
18. «Цветы», 1912, бумага, гуашь; 28х37. Подпись в правом верхнем углу.
19. «Автопортрет», 1912, бумага, тушь; 13,5х5,8. Подпись в правом нижнем углу.
20. «Бой», 1912, бумага, акварель, гуашь; 27х36. Подпись в левом нижнем углу.
21. «Грозди винограда», 1912, бумага, акварель; 17х14,5. Подпись в правом нижнем углу.
22. «Христос в пустыне», 1912—1914, бумага, карандаш, акварель; 34,5х25 (двусторонняя).
23. «Портрет юноши», 1913, бумага, масло; 39х34. Подпись в правом нижнем углу.
24. «Театральная сценка», 1913, бумага, акварель; 28х21. Подпись в левом верхнем углу.
25. «Райский сад», 1913, бумага, акварель; 25,3х19,5. Подпись в правом нижнем углу.
26. «Святой Марк», 1913, бумага, акварель; 25,3х19,5. Подпись в левом нижнем углу.
27. «Букет», 1913, бумага, масло; 68х50. Подпись в правом нижнем углу.
28. «Пасущаяся лошадь», 1913, бумага, масло; 51х69. Подпись в левом нижнем углу.
29. «Снятие с креста», 1913, бумага, гуашь; 48,5х64. Подпись в левом верхнем углу.
30. «Фрагмент фрески», 1913, бумага, масло; 64х43,5. Подпись в правом нижнем углу.
31. «Роза», 1913, бумага, акварель; 15,5х10,5. Подпись в правом верхнем углу.
32. «Рыбы», 1913, бумага, акварель; 8х17,5. Подпись в правом нижнем углу.
33. «Натурщица», 1914, бумага, акварель; 23,5х15. Подпись в левом верхнем углу.
34. «Птица на цветке», 1913, бумага, техника монотипии; 31х22. Подпись в правом нижнем углу.
35. «Восточная красавица», 1913, бумага, акварель; 24х37,5. Подпись в правом верхнем углу.
36. «Восточный пир», 1913, бумага, акварель; 42х30. Подпись в правом нижнем углу.
37. «На берегу лесного озера», 1914, бумага, масло; 50х53. Подпись в левом нижнем углу.
38. «Пастушка», 1914, бумага, масло; 60х44,5. Подпись в правом нижнем углу.
39. «Задремавшая», 1914, бумага, масло; 56х41. Подпись в правом нижнем углу.
40. «Пейзаж», 1914, бумага, гуашь; 32х39,3. Подпись в правом верхнем углу.
41. «Пейзаж», 1914, бумага, акварель; 41х53,6. Подпись в левом верхнем углу.
42. «Сидящая», 1914, бумага, карандаш, акварель; 23х31,5. Подпись в левом верхнем углу.
43. «Треугольные миры», 1914, бумага, акварель; 32х44. Подпись в правом верхнем углу.
44. «Вселенная», 1914, бумага, акварель; 27х36. Подпись в правом верхнем углу.
45. «Миры», 1914, бумага, акварель; 34х45. Подпись в правом нижнем углу.
46. «Фантазия в розовых тонах», 1914, бумага, акварель; 42х61. Подпись в левом верхнем углу.
47. «Космос», 1914, бумага, акварель гуашь; 42х62. Подпись в правом верхнем углу.
48. «Квадратные миры», 1914, бумага, акварель; 36х48. Подпись в левом верхнем углу.
49. «Конические миры», 1914, бумага, акварель, 19х21. Подпись в левом нижнем углу.
50. «Хаос», 1914, бумага, акварель; 19х21. Подпись в правом нижнем углу.
51. «Двери», 1914, бумага, акварель; 18,5х21. Подпись в левом нижнем углу.
52. «Странники», 1914, бумага, акварель; 27х40. Подпись в правом верхнем углу.
53. «La Bretagne», 1914, бумага, тушь; 42х32. Подпись в правом нижнем углу.
54. «La Bretagne» (пейзаж с рекой), 1914, бумага, тушь; 45х64. Подпись в правом нижнем углу.
55. «La Bretagne» (дуб), 1914, бумага, акварель; 63,5х74. Подпись в правом нижнем углу.
56. «Натюрморт», 1915
57. «Фантазия», 1915, бумага, масло; 61,5х88. Подпись в левом нижнем углу.
58. «Разлука», 1915, бумага, масло; 42х66. Подпись в левом нижнем углу.
59. «Натюрморт», 1915, холст, масло; 65х53. Подпись в правом верхнем углу.
60. «Христос», 1910-е годы, бумага, акварель; 8,5х6,5.
61. «Портрет в коричневых тонах», 1910-е годы, бумага, масло; 36х26,5. Подпись в нижнем правом углу. (Musée de Montparnasse à Paris)
62. «Фрагмент фрески», 1916, бумага, акварель; 13х51.
63. Троицкий Посад", 1916
64. «Натюрморт», 1917
65. «Бегство в Египет», 1918
66. «Пейзаж», 1918
67. «Женский портрет»,1910-е годы, бумага, масло; 9х8,5.
68. «Обнажённые», 1919, бумага, масло; 36х27,8. Подпись в левом верхнем углу.
69. «Ноев ковчег», 1919, бумага, масло; 54х66. Подпись в левом нижнем углу.
70. «Натюрморт», 1920-е годы, бумага, гуашь, акварель; 41,5х42. Подпись в нижнем правом углу.
71. «Красная Венера», около 1920, панно.
72. «Буря», около 1920, панно.
73. «Ивы», 1921, холст, масло; 60х80. Подпись в левом нижнем углу.
74. «Портрет В. И. Ленина», 1921, холст, масло.
75. «Портрет Леонида Андреева», 1919—1920, бумага, акварель, гуашь; 23х18.
76. «Медведь», 1920-е годы, бумага, техника монотипии; 12х16.
77. «Эскиз фрески», 1921, бумага, масло; 42х64,5. Подпись в левом верхнем углу.
78. «Давид», 1923, холст, масло; 81х58. Подпись в правом нижнем углу.
79. «Дыня», 1924, холст, масло; 40х55,5.
80. «Портрет В. И. Ленина», 1925, холст, масло.
81. «Портрет К. Маркса», 1925, холст, масло.
82. «Цветы», 1925, холст, масло, 50х60. Подпись в правом верхнем углу.
83. «Странник», 1920-е годы, бумага, гуашь, позолота; 36х18.
84. «Портрет», 1920-е годы, бумага, масло; 36х27.
85. «Флоксы», 1927, холст, масло; 80х59. Подпись в левом нижнем углу.
86. «Парусное судно на белом Ниле», 1927, бумага, акварель; 16,5х11,5. Подпись в левом верхнем углу.
87. «Двое», 1920-е годы, бумага, масло, 12,5х11,5.
88. «Хата», 1929, холст, масло; 91х65. Подпись в левом нижнем углу.
89. «Цветы», 1932, холст, масло; 79х59. Подпись в правом нижнем углу.
90. «На пригорке», 1932, холст, масло; 55х77. Подпись в правом нижнем углу.
91. «Жницы», 1930-е годы, бумага, масло; 29,5х41,5
92. «Жницы» (три жницы), 1930-е годы, бумага, масло; 29,5х41,5
93. «Рыбаки», 1932, холст, масло; 81х62. Подпись в левом нижнем углу.
94. «Таруса. Дали», 1930-е годы, холст, масло; 38х93. Подпись в правом нижнем углу.
95. «Деревья», 1930-е годы, холст, масло; 72х57.
96. «На опушке», начало 1930-х годов, холст, масло; 80х100. Подпись в правом нижнем углу.
97. «На берегу», 1930-е годы, холст, масло; 77х60. Подпись в правом нижнем углу.
98. «Погост», 1930-е годы, холст, масло; 73х60.
99. «Старая усадьба», 1930-е годы, холст, масло; 59х79.
100. «Берег реки», 1930-е годы, холст, масло; 79х59.
101. «На опушке», 1930-е годы, холст, масло; 57,5х79.
102. «На речке», 1930-е годы, холст, масло; 79х60. Подпись в правом нижнем углу.
103. «Цветы в синем кувшине», 1930-е годы, холст, масло; 73х52.
104. «Дубы», 1930-е годы, холст, масло; 77х52. Подпись в правом нижнем углу.
105. «Рыцарь», 1930-е годы, бумага, акварель, позолота; 30х23,5.
106. «Пушкин читает Гоголю», 1930-е годы, бумага, масло; 36х27
107. «Автопортрет», 1930-е годы, бумага, масло; 37х25.
108. «Уборка хлеба», 1930-е годы, бумага, масло; 32х42.
109. «Гоголь Н. В.», 1930-е годы, бумага, масло; 63,5х40.
110. «Цветы», 1930-е годы, холст, масло; 50х47.
111. «Абрамцево», 1930-е годы, бумага, гуашь; 88х62.
112. «Натюрморт с цветами», 1930-е годы, холст, масло.
113. «Пейзаж», 1930-е годы, холст, масло.
114. «Натюрморт с дыней», 1930-е годы, холст, масло.
115. «Подмосковный пейзаж», 1930-е годы, бумага, гуашь; 88х62.
116. «Роща», 1930-е годы, бумага, гуашь; 88х62.
117. «Гоголь Н. В.», 1930-е годы, холст, масло; 78х59.
118. «Цветущая яблоня», 1930-е годы, бумага, масло; 77х64. Подпись в правом нижнем углу.
119. «Крестоносцы» (фрагмент), 1930-е годы, бумага, тушь.
120. «Одинокое дерево», 1930-е годы, холст, масло; 61х72.
121. «Пушкин», 1933, бумага, масло; 35,5х27. Подпись в нижнем правом углу.
122. «На холме», 1935, холст, масло; 60х80. Подпись в левом нижнем углу.
123. «Пасущиеся гуси», 1935, холст, масло; 80х55. Подпись в левом нижнем углу.
124. «На берегу», 1937, холст, масло; 69х65. Подпись в правом нижнем углу.
125. «Деревья», 1937, холст, масло; 75х58.
126. «Мостик», 1937, холст, масло; 70х54. Подпись в правом нижнем углу.
127. «Цветы», 1937, бумага, масло; 54х62. Подпись в левом верхнем углу.
128. «В деревне», 1939, холст, масло; 69х56. Подпись в правом нижнем углу.
129. «Сосны», 1939, холст, масло; 77х60. Подпись в левом нижнем углу.
130. «Осень», 1939, холст, масло; 65х58. Подпись в левом нижнем углу.
131. «Дубы», 1939, холст, масло; 49х71. Подпись в правом нижнем углу.
132. «Пейзаж», 1939, холст, масло; 65х59. Подпись в правом нижнем углу.
133. «Околица», 1939, холст, масло; 72х51.
134. «Перед дождем. Таруса», 1939—1940.
135. «Серый день», 1939—1940.
136. «Пейзаж», 1940, холст, масло; 61х77. Подпись в правом нижнем углу.
137. «Пейзаж с деревом», 1940, холст, масло; 78х61. Подпись в левом нижнем углу.
138. «Автопортрет», 1958.
139. «На рыбалке», 1959, холст, масло; 63х100. Подпись в правом нижнем углу.
140. «Цветы», конец 1950-х годов, холст, масло; 67х54. Подпись слева посередине.
141. «Христос», начало 1960-х, бумага, масло; 31,7х27.
142. «Мужской портрет», начало 1960-х годов, бумага, масло; 30х21
143. «Автопортрет», начало 1960-х годов, холст, масло; 77х44.
144. «Женский портрет», начало 1960-х годов, бумага, масло; 18х15,5
145. «Женский портрет», начало 1960-х годов, бумага, масло; 18х15,5.
146. «Мужской портрет», начало 1960-х годов, бумага, масло; 18х15,5.
147. «Мулатка», начало 1960-х годов, бумага, масло; 29х20,5.
148. «В серо-коричневых тонах», начало 1960-х годов, холст, масло; 60х80.
149. «Музыка», 1963, холст, масло; 80х60. Подпись в левом нижнем углу.

Проект памятника жертвам революции (около 1920)
Плакат «Трудящаяся молодежь Кавказа», 1922.

Плакат «К. Е. Ворошилов и С. М. Буденный», 1927.

Эскизы для декораций для балета «Лебединое озеро» П. И. Чайковского, около 1925.

Иллюстрации к книге «Звери в неволе» С. Флейрона, Москва, 1929.